# Мастер портретов князей
Мастер портретов князей (нем. Meister der Fürstenbildnisse; род. XV век) — неизвестный по имени художник первой половины XVI столетия, живший и работавший во Фландрии.

## Творчество и основные произведения
Мастеру портретов князей приписываются, на основании стилистического сходства между собой, и некоторых отличий от работ других художников того времени, три портрета, выполненных в единообразной манере и демонстрирующих высокий уровень мастерства создавшего их анонимного портретиста:
- 1) Портрет Энгельберта II Нассауского, правителя города Бреды, ныне хранящийся в Рейксмюсеуме, Амстердам.
- 2) Портрет аристократа Людовика ван Грутхузе, ныне хранящийся в музее Грунинге в Брюгге.
- 3) Портрет Адольфа Клевского, Берлинская картинная галерея.

Также Мастеру портретов князей приписывается (впрочем, с меньшей уверенностью) целый ряд других картин, причём не только портретов, но и работ религиозного содержания, включая картину «Чудеса Христовы» из собрания Национальной галереи Виктории в Мельбурне, Австралия.

### Попытки идентификации
В течение XX века предпринимались несколько попыток соотнести Мастера портретов князей с кем-либо из современников-живописцев, либо с каким-либо другим анонимным мастером того же времени, однако, ни одна из них на данный момент не увенчалась убедительным успехом.

### Терминология
Этот художник также известен как Мастер портретов принцев, и именно таким образом именуется в некоторых текстах на русском языке, что является калькой с английского языка (англ. Master of the Portraits of Princes), однако, персонажи его портретов не являются принцами в русской терминологии.